# جدول غورة مهريان (سررود الشمالي)
جدول غورة مهریان (بالفارسية: جدول غوره مهریان) هي قرية تقع في إيران في قسم سررود الشمالي الريفي. يقدر عدد سكانها بـ 435 نسمة بحسب إحصاء 2016.